# Nidopallium
Le nidopallium (du latin nidus, « nid » et pallium, « manteau ») est une partie du cerveau des oiseaux situé dans le télencéphale qui sert aux fonctions exécutives et aux fonctions cognitives de haut niveau.

## Historique
Dans la vue classique développée au début du XXe siècle par Ludwig Edinger (1855-1918) puis Cornelius Kappers (en) (1877-1946), le cerveau aviaire était composé d'un cerveau postérieur, d'un cerveau moyen et d'un cerveau antérieur (thalamus et télencéphale). Contrairement aux mammifères, le télencéphale des oiseaux était composé essentiellement d'un pallium réduit à portion congrue et de ganglions de la base hypertrophiés dont dérivaient plusieurs structures lisses, mais baptisées d'après le striatum (ou corps strié) des mamifères : le paléostriatum, l'archistriatum, le néostriatum et l'hyperstriatum, les différents préfixes étant censés refléter l'ordre évolutif d'apparition de ces structures. Dans l'ensemble, le cerveau aviaire était considéré comme primitif par rapport à celui des mammifères.
Des travaux ultérieurs, notamment ceux de Harvey Karten (en) (1935-2024) et William Hodos (d) (1934-), ont montré que cette vue était erronée et que la nomenclature classique était trompeuse, conduisant à la réunion en juillet 2002 de l'Avian Brain Nomenclature Forum, un groupe de 28 spécialistes en neuroscience comparée. La nouvelle nomenclature qui en résulte rebaptise le néostriatum en nidopallium. Le nouveau nom, qui renvoie à une structure en forme de nid, s'explique par le fait que cette zone comprend des noyaux anatomiquement distincts et fonctionnellement différents,.

## Anatomie
Le nidopallium est une subdivision du télencéphale aviaire. Avec l'arcopallium et le mésopallium, il compose la crête ventriculaire dorsale ou DVR (de l'anglais dorsal ventricular ridge). Il se subdivise en aires nommées en fonction de leur localisation : ainsi, le nidopallium caudolatéral (NCL) est l'aire considérée comme analogue du cortex préfrontal des mammifères et le nidopallium frontolatéral (NFL) est une aire visuelle.